# Elvira (Kartoffel)
Elvira ist eine frühreife, festkochende Kartoffelsorte.

## Beschreibung
Das Herkunftsland ist Deutschland. Die Zulassung erfolgte 1974, die Sorte hat eine mittelfrühe Reifezeit. Die Knolle ist lang-oval, die Schalenfarbe gelb, die Fleischfarbe ebenfalls gelb. Eine flache Augenlage herrscht vor. Die Sorte wird überwiegend als festkochende Salatware verwendet.
Elvira ist resistent gegen Kartoffelkrebs und Kartoffelnematoden Ro1. Eine hohe Resistenz gegen Krautfäule, Kartoffelschorf, Rhizoctonia, Kartoffelvirus A und Kartoffelvirus X ist charakteristisch.
Die Sorte diente als Züchtungsgrundlage für die Sorten Provento und Timate. Wie auch die Sorte Nicola entstammt Elvira aus der Sorte Clivia.